# Supercoppa del Portogallo 1995 (hockey su pista)
La Supercoppa del Portogallo 1995 è stata la 13ª edizione dell'omonima competizione portoghese di hockey su pista. Il torneo ha avuto luogo dal 10 al 25 gennaio 1995. 
A conquistare il trofeo è stato il Benfica al secondo successo nella sua storia.

## Squadre partecipanti
| Club        | Qualificazione                                          | Partecipazioni precedenti (il grassetto indica la vittoria) |
| ----------- | ------------------------------------------------------- | ----------------------------------------------------------- |
| Benfica     | Detentore della 1ª Divisão e della Coppa del Portogallo | 1982, 1983, 1986, 1991, 1992, 1993                          |
| Sporting CP | Finalista della Coppa del Portogallo                    | 1982, 1984, 1988, 1990                                      |

## Risultati
| Squadra 1 | Totale | Squadra 2   | Andata | Ritorno |
| --------- | ------ | ----------- | ------ | ------- |
| Benfica   | 17 - 4 | Sporting CP | 13 - 4 | 4 - 0   |

| Lisbona 10 gennaio 1995 Finale di andata | Benfica | 13 – 4 | Sporting CP |  |

| Lisbona 25 gennaio 1995 Finale di ritorno | Sporting CP | 0 – 4 | Benfica |  |